# 초우족

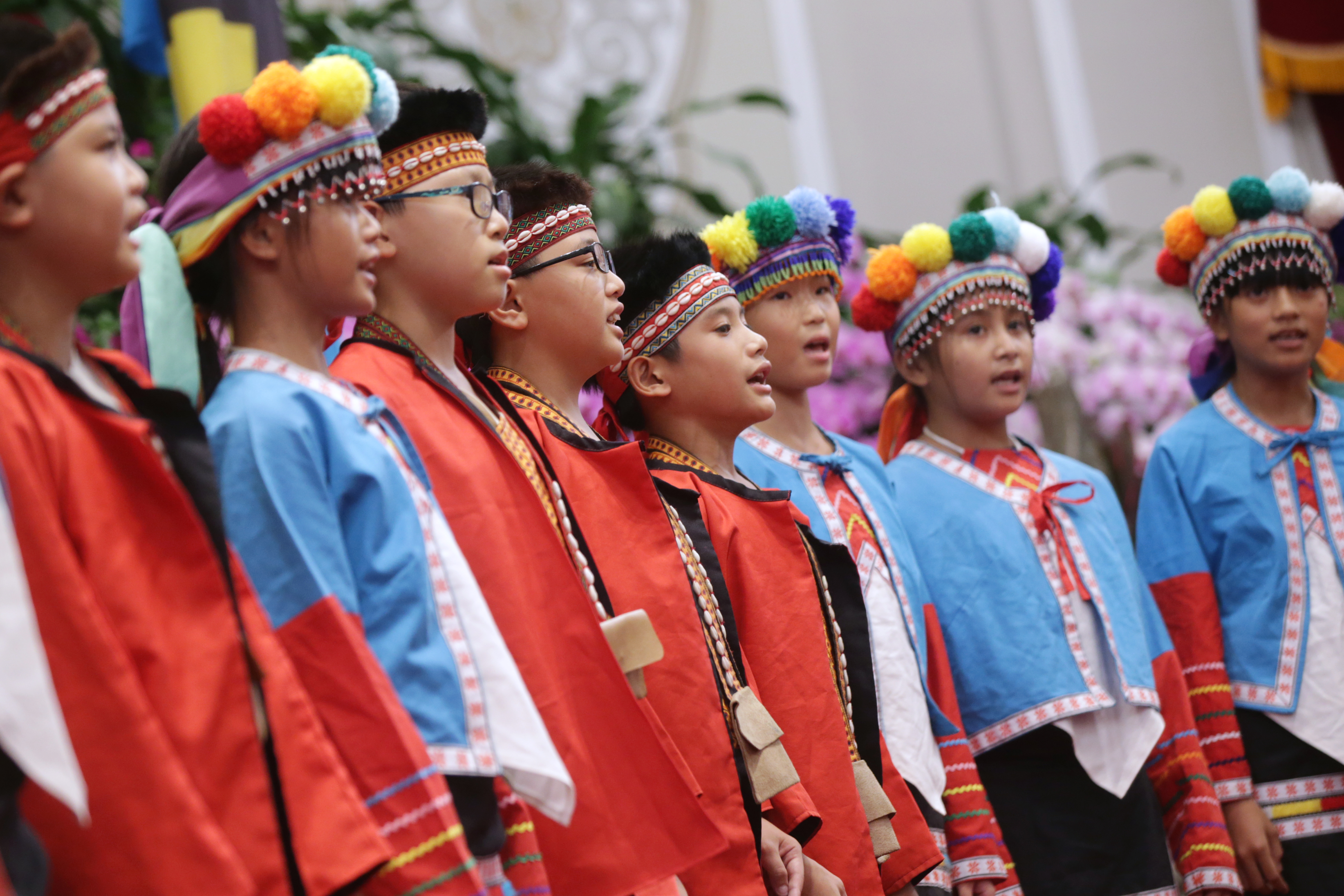

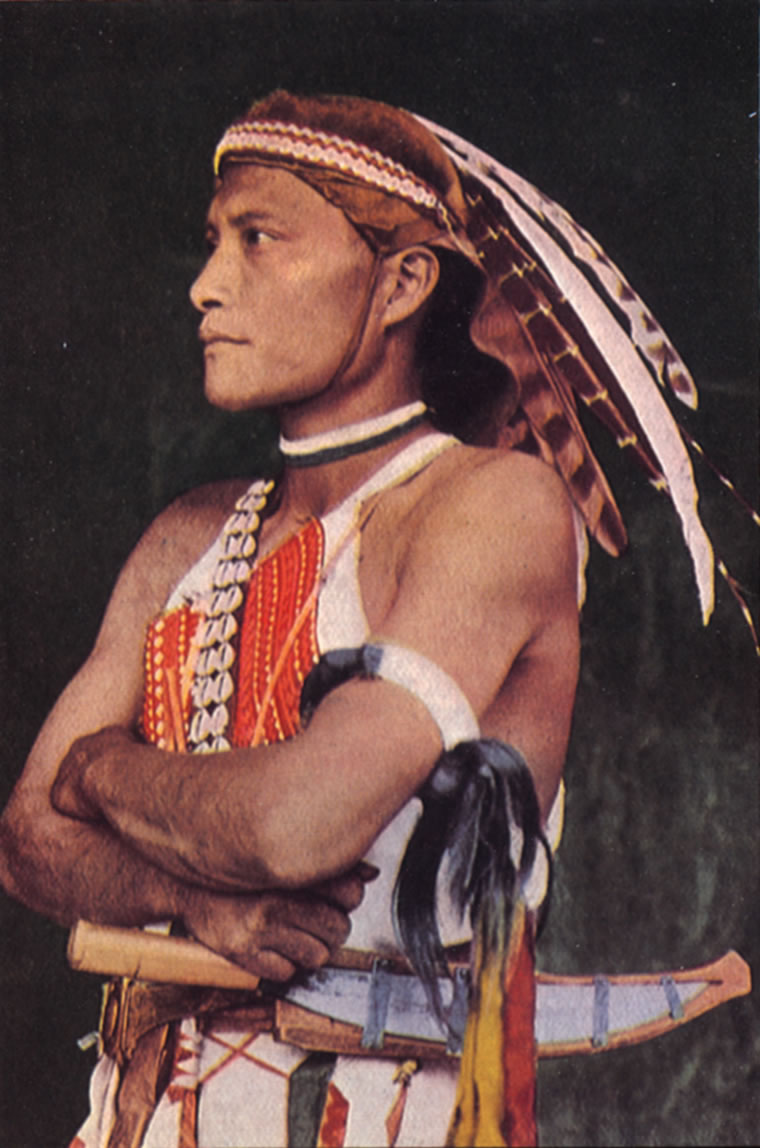
쩌우족 청년, 1945년 경

초우족(Tsou) 또는 쩌우족(중국어 정체자: 鄒族, 병음: Zōu, 추족)은 타이완의 중남부 산간 지방의 원주민으로, 차오족(曹族)으로도 부른다. 중화민국의 행정 구역인 난터우 현과 자이 현, 가오슝시 일대에 거주하고 있다.
르웨탄호의 싸오족(邵族)과 혼동하는 일이 있으나 별개 민족이다. 쩌우족의 인구는 2000년 기준 6,169명으로, 타이완 전체 원주민 인구의 1.6%를 차지하고 있으며, 일곱 번째로 큰 부족이다.

## 같이 보기
- 쩌우어
- 타이완 원주민